# 文殊师利所说摩诃般若波罗蜜经
《文殊師利般若波羅蜜經》（七百頌般若），简称《文殊般若經》，扶南三藏曼陀罗仙譯，有梵本以及藏譯本存世。

## 傳譯
《文殊般若經》前後三譯：
- 《文殊師利般若波羅蜜經》，二卷，又題作《文殊師利說般若波羅蜜經》、《文殊師利所說摩訶般若波羅蜜經》，法經錄、歷代三寶紀、彥琮錄、開元錄載為扶南沙門曼陀羅仙（梁言弱聲）於南梁天監年譯出（據三寶紀，曼陀羅不善梁言，是和僧伽婆羅共譯）。內文無十重光有一行三昧，稱「文殊師利童真菩薩」，編入《大寶積經·文殊說般若會》。
- 《文殊師利所說般若波羅蜜經》，一卷，開元錄「拾遺編入」，載為僧伽婆羅譯。內文有十重光無一行三昧，稱「文殊師利法王子」，與前經互有廣略。諸藏文字頗有差異，從現有文本分析，一卷本《文殊師利所說般若波羅蜜經》的正確文本應為宋《思溪藏》本等版本，敦煌遺書收有《文殊師利所說般若波羅蜜經序偈釋》屬於該版本，可補正《大正藏》本的訛誤[2]。
- 《大般若波羅蜜多經》第七《曼殊室利分》，二卷。大唐玄奘三藏譯出，內文無十重光有一行三昧（譯為一相莊嚴三摩地），稱「曼殊室利童子菩薩」。

## 內容
內容敘述佛陀和文殊師利對答般若波羅蜜之要旨，「一切法無相，一切法無作。般若波羅蜜即不思議，不思議即法界，法界即無相，無相即不思議，不思議即般若波羅蜜。般若波羅蜜、法界，無二無別」，並說若行深般若波羅蜜多，心無懈倦，或正修行一行三昧（ekavyūhasamādhi，一相莊嚴三摩地）者，能速得阿耨多羅三藐三菩提。
根據經文，一行三昧是「以法界相而為莊嚴」。欲入一行三昧，應先「聽聞、請問、修學甚深般若波羅蜜多」，知「真法界不應動搖、不可思議、不可戲論」，於「空閑離諸諠雜，結跏趺坐不思眾相，為欲利樂一切有情，於一如來專心繫念，審取名字、善想容儀，隨所在方端身正向。相續繫念此一如來，即為普觀三世諸佛」，了知三世諸佛皆是「乘一真如，證大菩提，無差別故」，若能精勤修學入一行三昧者，「普能了達無量無邊殑伽沙等諸佛法界無差別相」。
起信論曰：「依是三昧故，則知法界一相，謂一切諸佛法身，與眾生身，平等無二，即名一行三昧，當知真如是三昧根本。」六祖壇經曰：「若於一切處，行住坐臥，純一直心，不動道場，直成淨土，此名一行三昧。」《顯密圓通成佛心要集》曰：「常觀遍法界，唯是一味清淨真如，本無差別事相，此能觀智亦是一味真如。常想一切諸法，唯是一味清淨真如，本無生滅，是名真如三昧，亦名一行三昧，亦名無生三昧」。
根據印順法師的解釋，「一行三昧」，是「繫緣法界」，即緣一法界的無分別相而修。以念佛為方便，如能「於一佛念念相續」，就能見三世一切佛「恆沙諸佛法界無差別」，一切佛都是「乘一如，成最正覺」，繫緣法界而直入實相念佛。這樣念佛的「一行三昧」，與般若相應，是速疾成佛的法門。